# Habscht
Habscht (in lussemburghese: Habscht) è un comune del Lussemburgo occidentale. Fa parte del cantone di Capellen, nel distretto di Lussemburgo. Il capoluogo del Comune è Eischen.
Il comune è nato nel 2018 dalla fusione dei comuni di Hobscheid e Septfontaines. Le altre località che fanno capo al comune sono Eschen e Greisch e Roodt-sur-Eisch.